# Marquesado de Campo Florido
El marquesado de Campo Florido es un título nobiliario español creado el 28 de noviembre de 1826 por el rey Fernando VII de España, con el vizcondado previo de la Encarnación, a favor de Miguel de Cárdenas y Peñalver, Santa Cruz y Barreto, gran cruz de la Orden de Isabel la Católica, por real decreto de 11 de agosto de 1863.

## Titulares
|                                 | Titular                                  | Periodo                   |
| Creación por Fernando VII       | Creación por Fernando VII                | Creación por Fernando VII |
| ------------------------------- | ---------------------------------------- | ------------------------- |
| I                               | Miguel de Cárdenas y Peñalver            | 1826-1868                 |
| II                              | Miguel María de Cárdenas y Cárdenas      | 1869-1886                 |
| Rehabilitación por Alfonso XIII |                                          |                           |
| III                             | María de los Dolores Lombillo y Pedroso  | 1919-1919                 |
| IV                              | Carlos Barbería y Lombillo               | 1919-1964                 |
| V                               | José Arturo Romero de Juseu y Armenteros | 1964-1975                 |
| VI                              | Enrique Romero de Juseu y Armenteros     | 1980-1984                 |
| VII                             | Esther María Koplowitz y Romero de Juseu | 1984-2003                 |
| VIII                            | Alicia Alcocer Koplowitz                 | 2003–2020                 |
| IX                              | María Elena de Cárdenas González         | 2020-2022                 |
| X                               | Luis Alfredo de la Vega y de Cárdenas    | 2023-actual               |

## Historia de los marqueses de Campo Florido
- Miguel de Cárdenas y Peñalver (La Habana, 31 de agosto de 1793-La Habana, 24 de noviembre de 1868), I marqués de Campo Florido, hijo de Miguel de Cárdenas y Santa Cruz —hijo de Agustín de Cárdenas Vélez de Guevara y Castellón, I marqués de Cárdenas de Montehermoso, y de Bárbara Beltrán de Santa Cruz y Aranda—, y de María Josefa de Peñalver y Barreto —hija de Gabriel Peñalver y Calvo de la Puerta, I marqués de Casa Peñalver y de Tomasa Barreto y Valdés.[2] Fue caballero de la Orden de Isabel la Católica.

Casó en la Catedral de La Habana el 29 de septiembre de 1815 con su prima María de la Encarnación de Cárdenas y Zayas-Bazán, hija de Gabriel María de Cárdenas y Santa Cruz, ii marqués de Cárdenas de Montehermoso, y de Juana Teresa Zayas-Bazán y Santa Cruz. Le sucedió por fallecimiento, su hijo:
- Miguel María de Cárdenas y Cárdenas (La Habana, 20 de febrero de 1819-La Habana, 13 de febrero de 1886),[4] II marqués de Campo Florido y II marqués de Bellavista al fallecer su hermano Gabriel de Cárdenas y Cárdenas, soltero y sin descendencia.[3]

Casó con María Josefa Armenteros y Calvo de La Puerta, hija de Florentino Armenteros y Zaldívar y de María Luisa Calvo de la Puerta y Cárdenas. Padres de María Josefa, María de la Encarnación, José y Miguel de Cárdenas y Armenteros.
Por rehabilitación otorgada por Alfonso XIII en 16 de junio de 1919 le sucedió
- María de los Dolores Lombillo y Pedroso,[1] III marquesa de Campo Florido y III marquesa de Bellavista.

Casó con Carlos Barbería y Cortijo. Le sucedió en 30 de septiembre de 1919, su hijo:
- Carlos Barbería y Lombillo,[1] IV marqués de Campo Florido, IV marqués de Bellavista y VI conde de Casa Lombillo.

Anulada la orden de sucesión, por la orden de 25 de mayo de 1964, en auto interpuesto en 1954.
Casó con María Jiménez y González-Núñez, hija del I marqués de Casa Jiménez. Le sucedió en 1964, en trámite de ejecución de sentencia:
- José Arturo Romero de Juseu y Armenteros[7] (La Habana, 9 de septiembre de 1912-Madrid, 9 de noviembre de 1975), V marqués de Campo Florido, VII marqués de Cárdenas de Montehermoso y V marqués de Bellavista. Soltero y sin descendencia.

Su madre, María Josefa Armenteros de Peñalver, fue VI marquesa de Casa Peñalver y VI marquesa de Cárdenas de Montehermoso. Era una de las parientes por consanguinidad más próxima al I marqués de Campo Florido, siendo su vinculación tanto por la rama Cárdenas, como por la rama Peñalver. Además, su tía-tatarabuela, María de la Encarnación de Cárdenas y Zayas-Bazán, fue la única esposa del I marqués, por lo que se encontraba a solo seis grados de colateralidad con el concesionario. Le sucedió por fallecimiento en 1980, su hermano:
- Enrique Romero de Juseu y Armenteros (Madrid, 24 de noviembre de 1917-2013), VI marqués de Campo Florido,[8] VIII marqués de Cárdenas de Montehermoso y VI marqués de Bellavista.

Casó con Jacinta Moreno y Rodríguez. Le sucedió por cesión, en 1984, su sobrina:
- Esther María Koplowitz y Romero de Juseu (Madrid, 10 de agosto de 1950-), VII marquesa de Campo Florido, X marquesa de Cárdenas de Montehermoso, VIII marquesa de Casa Peñalver y VII condesa de Peñalver.

Casó en primeras nupcias con Alberto Alcocer y Torra. Contrajo un segundo matrimonio con Fernando Falcó y Fernández de Córdoba, III marqués de Cubas. Le sucedió por distribución, en 2003, su hija del primer matrimonio:
- Alicia Alcocer y Koplowitz, VIII marquesa de Campo Florido,[9] (Madrid, 10 de octubre de 1971).

Casó con Fernando Ortiz y Bahamonde. Desposeída del título tras una larga batalla judicial, poniendo fin a más de cincuenta años de jurisprudencia nobiliaria de la familia Romero de Juseu por este marquesado.
Le sucedió en febrero de 2020, en trámite de ejecución de sentencia:
- María Elena de Cárdenas y González (La Habana, 5 de julio de 1919-2022), IX marquesa de Campo Florido, VI marquesa de Almendares[11] y VIII marquesa de Bellavista. Hija de Luis Cárdenas y Cárdenas (n. La Habana, 5 de octubre de 1890) y de Águeda González.[12][13]  Los abuelos paternos de María Elena fueron María de Cárdenas Benítez y Guillermo de Cárdenas y Herrera (baut. La Habana, 15 de enero de 1862-La Habana 21 de diciembre de 1909),[3] hijo de Luis de Cárdenas y Díaz de Oramas (baut. 22 de octubre de 1829) y de Serafina Elena Herrera y Cárdenas, hija de Ignacio de Herrera y O'Farrill, II marqués de Almendares.[14]

Casó con Vicente de la Vega Elozúa. Sucedió su hijo:
- Luis Alfredo de la Vega y de Cárdenas, X marqués de Campo Florido,[15] VII marqués de Almendares y IX marqués de Bellavista.

## Árbol genealógico
| Leyenda                 |
| ----------------------- |
| Titulares Pretendientes |

| | | | | | |  |  | | | | | | |  |  | | | Agustín de Cárdenas y Castellón i marqués de Cárdenas de Montehermoso (1724-1771)                                                                      | | | | | |  |  |                                                                                        |                                                                                        |                                                                                        |                                                                                        |                                                                                        |                                                                                        |                                                                      |                                                                      |  |  |  |  |  |  |  |  |  |  |  |  |  |  |  |  |  |  |  |  |  |  |  |  |  |  |  |  |
| | | | | | |  |  | | | | | | |  |  | | | | | | | | |  |  |                                                                                        |                                                                                        |                                                                                        |                                                                                        |                                                                                        |                                                                                        |                                                                      |                                                                      |  |  |  |  |  |  |  |  |  |  |  |  |  |  |  |  |  |  |  |  |  |  |  |  |  |  |  |  |
| | | | | | |  |  | | | | | | |  |  | | | | | | | | |  |  |                                                                                        |                                                                                        |                                                                                        |                                                                                        |                                                                                        |                                                                                        |                                                                      |                                                                      |  |  |  |  |  |  |  |  |  |  |  |  |  |  |  |  |  |  |  |  |  |  |  |  |  |  |  |  |
| | | | | | |  |  | Gabriel María de Cárdenas y Santa Crúz ii marqués de Cárdenas de Montehermoso (1751-1815)                                                                                      | Gabriel María de Cárdenas y Santa Crúz ii marqués de Cárdenas de Montehermoso (1751-1815)              | Gabriel María de Cárdenas y Santa Crúz ii marqués de Cárdenas de Montehermoso (1751-1815)              | Gabriel María de Cárdenas y Santa Crúz ii marqués de Cárdenas de Montehermoso (1751-1815)              | Gabriel María de Cárdenas y Santa Crúz ii marqués de Cárdenas de Montehermoso (1751-1815)              | Gabriel María de Cárdenas y Santa Crúz ii marqués de Cárdenas de Montehermoso (1751-1815)              |  |  | | | | | | | | |  |  |                                                                                        |                                                                                        | Miguel de Cárdenas y Santa Crúz (1752-1801)                                            | Miguel de Cárdenas y Santa Crúz (1752-1801)                                            | Miguel de Cárdenas y Santa Crúz (1752-1801)                                            | Miguel de Cárdenas y Santa Crúz (1752-1801)                                            | Miguel de Cárdenas y Santa Crúz (1752-1801)                          | Miguel de Cárdenas y Santa Crúz (1752-1801)                          |  |  |  |  |  |  |  |  |  |  |  |  |  |  |  |  |  |  |  |  |  |  |  |  |  |  |  |  |
| | | | | | |  |  | Gabriel María de Cárdenas y Santa Crúz ii marqués de Cárdenas de Montehermoso (1751-1815)                                                                                      | Gabriel María de Cárdenas y Santa Crúz ii marqués de Cárdenas de Montehermoso (1751-1815)              | Gabriel María de Cárdenas y Santa Crúz ii marqués de Cárdenas de Montehermoso (1751-1815)              | Gabriel María de Cárdenas y Santa Crúz ii marqués de Cárdenas de Montehermoso (1751-1815)              | Gabriel María de Cárdenas y Santa Crúz ii marqués de Cárdenas de Montehermoso (1751-1815)              | Gabriel María de Cárdenas y Santa Crúz ii marqués de Cárdenas de Montehermoso (1751-1815)              |  |  | | | | | | | | |  |  |                                                                                        |                                                                                        | Miguel de Cárdenas y Santa Crúz (1752-1801)                                            | Miguel de Cárdenas y Santa Crúz (1752-1801)                                            | Miguel de Cárdenas y Santa Crúz (1752-1801)                                            | Miguel de Cárdenas y Santa Crúz (1752-1801)                                            | Miguel de Cárdenas y Santa Crúz (1752-1801)                          | Miguel de Cárdenas y Santa Crúz (1752-1801)                          |  |  |  |  |  |  |  |  |  |  |  |  |  |  |  |  |  |  |  |  |  |  |  |  |  |  |  |  |
| | | | | | |  |  | | | | | | |  |  | | | | | | | | |  |  |                                                                                        |                                                                                        |                                                                                        |                                                                                        |                                                                                        |                                                                                        |                                                                      |                                                                      |  |  |  |  |  |  |  |  |  |  |  |  |  |  |  |  |  |  |  |  |  |  |  |  |  |  |  |  |
| | | | | | |  |  | Antonio María de Cárdenas y Zayas-Bazán iii marqués de Cárdenas de Montehermoso (1778-1836)                                                                                    | Antonio María de Cárdenas y Zayas-Bazán iii marqués de Cárdenas de Montehermoso (1778-1836)            | Antonio María de Cárdenas y Zayas-Bazán iii marqués de Cárdenas de Montehermoso (1778-1836)            | Antonio María de Cárdenas y Zayas-Bazán iii marqués de Cárdenas de Montehermoso (1778-1836)            | Antonio María de Cárdenas y Zayas-Bazán iii marqués de Cárdenas de Montehermoso (1778-1836)            | Antonio María de Cárdenas y Zayas-Bazán iii marqués de Cárdenas de Montehermoso (1778-1836)            |  |  | María de la Encarnación de Cárdenas y Zayas-Bazán (1794-1822)                                                                                    | María de la Encarnación de Cárdenas y Zayas-Bazán (1794-1822)                                                                                    | María de la Encarnación de Cárdenas y Zayas-Bazán (1794-1822)                                                                                          | María de la Encarnación de Cárdenas y Zayas-Bazán (1794-1822)                                                                                          | María de la Encarnación de Cárdenas y Zayas-Bazán (1794-1822)                                                                                          | María de la Encarnación de Cárdenas y Zayas-Bazán (1794-1822)                                                                                          | | |  |  |                                                                                        |                                                                                        | Miguel de Cárdenas y Peñalver i marqués de Campo Florido (1793-1868)                   | Miguel de Cárdenas y Peñalver i marqués de Campo Florido (1793-1868)                   | Miguel de Cárdenas y Peñalver i marqués de Campo Florido (1793-1868)                   | Miguel de Cárdenas y Peñalver i marqués de Campo Florido (1793-1868)                   | Miguel de Cárdenas y Peñalver i marqués de Campo Florido (1793-1868) | Miguel de Cárdenas y Peñalver i marqués de Campo Florido (1793-1868) |  |  |  |  |  |  |  |  |  |  |  |  |  |  |  |  |  |  |  |  |  |  |  |  |  |  |  |  |
| | | | | | |  |  | Antonio María de Cárdenas y Zayas-Bazán iii marqués de Cárdenas de Montehermoso (1778-1836)                                                                                    | Antonio María de Cárdenas y Zayas-Bazán iii marqués de Cárdenas de Montehermoso (1778-1836)            | Antonio María de Cárdenas y Zayas-Bazán iii marqués de Cárdenas de Montehermoso (1778-1836)            | Antonio María de Cárdenas y Zayas-Bazán iii marqués de Cárdenas de Montehermoso (1778-1836)            | Antonio María de Cárdenas y Zayas-Bazán iii marqués de Cárdenas de Montehermoso (1778-1836)            | Antonio María de Cárdenas y Zayas-Bazán iii marqués de Cárdenas de Montehermoso (1778-1836)            |  |  | María de la Encarnación de Cárdenas y Zayas-Bazán (1794-1822)                                                                                    | María de la Encarnación de Cárdenas y Zayas-Bazán (1794-1822)                                                                                    | María de la Encarnación de Cárdenas y Zayas-Bazán (1794-1822)                                                                                          | María de la Encarnación de Cárdenas y Zayas-Bazán (1794-1822)                                                                                          | María de la Encarnación de Cárdenas y Zayas-Bazán (1794-1822)                                                                                          | María de la Encarnación de Cárdenas y Zayas-Bazán (1794-1822)                                                                                          | | |  |  |                                                                                        |                                                                                        | Miguel de Cárdenas y Peñalver i marqués de Campo Florido (1793-1868)                   | Miguel de Cárdenas y Peñalver i marqués de Campo Florido (1793-1868)                   | Miguel de Cárdenas y Peñalver i marqués de Campo Florido (1793-1868)                   | Miguel de Cárdenas y Peñalver i marqués de Campo Florido (1793-1868)                   | Miguel de Cárdenas y Peñalver i marqués de Campo Florido (1793-1868) | Miguel de Cárdenas y Peñalver i marqués de Campo Florido (1793-1868) |  |  |  |  |  |  |  |  |  |  |  |  |  |  |  |  |  |  |  |  |  |  |  |  |  |  |  |  |
| | | | | | |  |  | | | | | | |  |  | | | | | | | | |  |  |                                                                                        |                                                                                        |                                                                                        |                                                                                        |                                                                                        |                                                                                        |                                                                      |                                                                      |  |  |  |  |  |  |  |  |  |  |  |  |  |  |  |  |  |  |  |  |  |  |  |  |  |  |  |  |
| | | | | | |  |  | | | | | | |  |  | | | | | | | | |  |  |                                                                                        |                                                                                        |                                                                                        |                                                                                        |                                                                                        |                                                                                        |                                                                      |                                                                      |  |  |  |  |  |  |  |  |  |  |  |  |  |  |  |  |  |  |  |  |  |  |  |  |  |  |  |  |
| | | | | | |  |  | Gabriel Antonio Mª de Cárdenas y Beitía iv marqués de Cárdenas de Montehermoso (1803-1858)                                                                                     | Gabriel Antonio Mª de Cárdenas y Beitía iv marqués de Cárdenas de Montehermoso (1803-1858)             | Gabriel Antonio Mª de Cárdenas y Beitía iv marqués de Cárdenas de Montehermoso (1803-1858)             | Gabriel Antonio Mª de Cárdenas y Beitía iv marqués de Cárdenas de Montehermoso (1803-1858)             | Gabriel Antonio Mª de Cárdenas y Beitía iv marqués de Cárdenas de Montehermoso (1803-1858)             | Gabriel Antonio Mª de Cárdenas y Beitía iv marqués de Cárdenas de Montehermoso (1803-1858)             |  |  | | | Miguel Mª de Cárdenas y Cárdenas ii marqués de Campo Florido ii marqués de Bellavista (1819-1886)                                                      | Miguel Mª de Cárdenas y Cárdenas ii marqués de Campo Florido ii marqués de Bellavista (1819-1886)                                                      | Miguel Mª de Cárdenas y Cárdenas ii marqués de Campo Florido ii marqués de Bellavista (1819-1886)                                                      | Miguel Mª de Cárdenas y Cárdenas ii marqués de Campo Florido ii marqués de Bellavista (1819-1886)                                                      | Miguel Mª de Cárdenas y Cárdenas ii marqués de Campo Florido ii marqués de Bellavista (1819-1886)                                                      | Miguel Mª de Cárdenas y Cárdenas ii marqués de Campo Florido ii marqués de Bellavista (1819-1886)                                                      |  |  | Gabriel Mª de Cárdenas y Cárdenas i marqués de Bellavista (1820-1885) Sin descendencia | Gabriel Mª de Cárdenas y Cárdenas i marqués de Bellavista (1820-1885) Sin descendencia | Gabriel Mª de Cárdenas y Cárdenas i marqués de Bellavista (1820-1885) Sin descendencia | Gabriel Mª de Cárdenas y Cárdenas i marqués de Bellavista (1820-1885) Sin descendencia | Gabriel Mª de Cárdenas y Cárdenas i marqués de Bellavista (1820-1885) Sin descendencia | Gabriel Mª de Cárdenas y Cárdenas i marqués de Bellavista (1820-1885) Sin descendencia |                                                                      |                                                                      |  |  |  |  |  |  |  |  |  |  |  |  |  |  |  |  |  |  |  |  |  |  |  |  |  |  |  |  |
| | | | | | |  |  | Gabriel Antonio Mª de Cárdenas y Beitía iv marqués de Cárdenas de Montehermoso (1803-1858)                                                                                     | Gabriel Antonio Mª de Cárdenas y Beitía iv marqués de Cárdenas de Montehermoso (1803-1858)             | Gabriel Antonio Mª de Cárdenas y Beitía iv marqués de Cárdenas de Montehermoso (1803-1858)             | Gabriel Antonio Mª de Cárdenas y Beitía iv marqués de Cárdenas de Montehermoso (1803-1858)             | Gabriel Antonio Mª de Cárdenas y Beitía iv marqués de Cárdenas de Montehermoso (1803-1858)             | Gabriel Antonio Mª de Cárdenas y Beitía iv marqués de Cárdenas de Montehermoso (1803-1858)             |  |  | | | Miguel Mª de Cárdenas y Cárdenas ii marqués de Campo Florido ii marqués de Bellavista (1819-1886)                                                      | Miguel Mª de Cárdenas y Cárdenas ii marqués de Campo Florido ii marqués de Bellavista (1819-1886)                                                      | Miguel Mª de Cárdenas y Cárdenas ii marqués de Campo Florido ii marqués de Bellavista (1819-1886)                                                      | Miguel Mª de Cárdenas y Cárdenas ii marqués de Campo Florido ii marqués de Bellavista (1819-1886)                                                      | Miguel Mª de Cárdenas y Cárdenas ii marqués de Campo Florido ii marqués de Bellavista (1819-1886)                                                      | Miguel Mª de Cárdenas y Cárdenas ii marqués de Campo Florido ii marqués de Bellavista (1819-1886)                                                      |  |  | Gabriel Mª de Cárdenas y Cárdenas i marqués de Bellavista (1820-1885) Sin descendencia | Gabriel Mª de Cárdenas y Cárdenas i marqués de Bellavista (1820-1885) Sin descendencia | Gabriel Mª de Cárdenas y Cárdenas i marqués de Bellavista (1820-1885) Sin descendencia | Gabriel Mª de Cárdenas y Cárdenas i marqués de Bellavista (1820-1885) Sin descendencia | Gabriel Mª de Cárdenas y Cárdenas i marqués de Bellavista (1820-1885) Sin descendencia | Gabriel Mª de Cárdenas y Cárdenas i marqués de Bellavista (1820-1885) Sin descendencia |                                                                      |                                                                      |  |  |  |  |  |  |  |  |  |  |  |  |  |  |  |  |  |  |  |  |  |  |  |  |  |  |  |  |
| | | | | | |  |  | | | | | | |  |  | | | | | | | | |  |  |                                                                                        |                                                                                        |                                                                                        |                                                                                        |                                                                                        |                                                                                        |                                                                      |                                                                      |  |  |  |  |  |  |  |  |  |  |  |  |  |  |  |  |  |  |  |  |  |  |  |  |  |  |  |  |
| María Josefa de la Concepción de Cárdenas y Armenteros marquesa consorte de Casa Peñalver (1836-1902)                                                           | María Josefa de la Concepción de Cárdenas y Armenteros marquesa consorte de Casa Peñalver (1836-1902)                                                           | María Josefa de la Concepción de Cárdenas y Armenteros marquesa consorte de Casa Peñalver (1836-1902)                                                           | María Josefa de la Concepción de Cárdenas y Armenteros marquesa consorte de Casa Peñalver (1836-1902)                                                           | María Josefa de la Concepción de Cárdenas y Armenteros marquesa consorte de Casa Peñalver (1836-1902)                                                           | María Josefa de la Concepción de Cárdenas y Armenteros marquesa consorte de Casa Peñalver (1836-1902)                                                           |  |  | Antonio Mª de Cárdenas y Armenteros v marqués de Cárdenas de Montehermoso (1839-1865) Sin descendencia                                                                         | Antonio Mª de Cárdenas y Armenteros v marqués de Cárdenas de Montehermoso (1839-1865) Sin descendencia | Antonio Mª de Cárdenas y Armenteros v marqués de Cárdenas de Montehermoso (1839-1865) Sin descendencia | Antonio Mª de Cárdenas y Armenteros v marqués de Cárdenas de Montehermoso (1839-1865) Sin descendencia | Antonio Mª de Cárdenas y Armenteros v marqués de Cárdenas de Montehermoso (1839-1865) Sin descendencia | Antonio Mª de Cárdenas y Armenteros v marqués de Cárdenas de Montehermoso (1839-1865) Sin descendencia |  |  | | | Miguel de Cárdenas y Armenteros (1845-1876) | Miguel de Cárdenas y Armenteros (1845-1876) | Miguel de Cárdenas y Armenteros (1845-1876) | Miguel de Cárdenas y Armenteros (1845-1876) | Miguel de Cárdenas y Armenteros (1845-1876) | Miguel de Cárdenas y Armenteros (1845-1876) |  |  |                                                                                        |                                                                                        |                                                                                        |                                                                                        |                                                                                        |                                                                                        |                                                                      |                                                                      |  |  |  |  |  |  |  |  |  |  |  |  |  |  |  |  |  |  |  |  |  |  |  |  |  |  |  |  |
| María Josefa de la Concepción de Cárdenas y Armenteros marquesa consorte de Casa Peñalver (1836-1902)                                                           | María Josefa de la Concepción de Cárdenas y Armenteros marquesa consorte de Casa Peñalver (1836-1902)                                                           | María Josefa de la Concepción de Cárdenas y Armenteros marquesa consorte de Casa Peñalver (1836-1902)                                                           | María Josefa de la Concepción de Cárdenas y Armenteros marquesa consorte de Casa Peñalver (1836-1902)                                                           | María Josefa de la Concepción de Cárdenas y Armenteros marquesa consorte de Casa Peñalver (1836-1902)                                                           | María Josefa de la Concepción de Cárdenas y Armenteros marquesa consorte de Casa Peñalver (1836-1902)                                                           |  |  | Antonio Mª de Cárdenas y Armenteros v marqués de Cárdenas de Montehermoso (1839-1865) Sin descendencia                                                                         | Antonio Mª de Cárdenas y Armenteros v marqués de Cárdenas de Montehermoso (1839-1865) Sin descendencia | Antonio Mª de Cárdenas y Armenteros v marqués de Cárdenas de Montehermoso (1839-1865) Sin descendencia | Antonio Mª de Cárdenas y Armenteros v marqués de Cárdenas de Montehermoso (1839-1865) Sin descendencia | Antonio Mª de Cárdenas y Armenteros v marqués de Cárdenas de Montehermoso (1839-1865) Sin descendencia | Antonio Mª de Cárdenas y Armenteros v marqués de Cárdenas de Montehermoso (1839-1865) Sin descendencia |  |  | | | Miguel de Cárdenas y Armenteros (1845-1876) | Miguel de Cárdenas y Armenteros (1845-1876) | Miguel de Cárdenas y Armenteros (1845-1876) | Miguel de Cárdenas y Armenteros (1845-1876) | Miguel de Cárdenas y Armenteros (1845-1876) | Miguel de Cárdenas y Armenteros (1845-1876) |  |  |                                                                                        |                                                                                        |                                                                                        |                                                                                        |                                                                                        |                                                                                        |                                                                      |                                                                      |  |  |  |  |  |  |  |  |  |  |  |  |  |  |  |  |  |  |  |  |  |  |  |  |  |  |  |  |
| María de los Desamparados de Peñalver y Cárdenas v marquesa de Casa Peñalver (n.1864)                                                                           | María de los Desamparados de Peñalver y Cárdenas v marquesa de Casa Peñalver (n.1864)                                                                           | María de los Desamparados de Peñalver y Cárdenas v marquesa de Casa Peñalver (n.1864)                                                                           | María de los Desamparados de Peñalver y Cárdenas v marquesa de Casa Peñalver (n.1864)                                                                           | María de los Desamparados de Peñalver y Cárdenas v marquesa de Casa Peñalver (n.1864)                                                                           | María de los Desamparados de Peñalver y Cárdenas v marquesa de Casa Peñalver (n.1864)                                                                           |  |  | | | | | | |  |  | | | Gabriel de Cárdenas y Achondo (n.1873) Combatió contra España por la independencia de Cuba. Perdió el derecho de sucesión para sí y sus descendientes. | Gabriel de Cárdenas y Achondo (n.1873) Combatió contra España por la independencia de Cuba. Perdió el derecho de sucesión para sí y sus descendientes. | Gabriel de Cárdenas y Achondo (n.1873) Combatió contra España por la independencia de Cuba. Perdió el derecho de sucesión para sí y sus descendientes. | Gabriel de Cárdenas y Achondo (n.1873) Combatió contra España por la independencia de Cuba. Perdió el derecho de sucesión para sí y sus descendientes. | Gabriel de Cárdenas y Achondo (n.1873) Combatió contra España por la independencia de Cuba. Perdió el derecho de sucesión para sí y sus descendientes. | Gabriel de Cárdenas y Achondo (n.1873) Combatió contra España por la independencia de Cuba. Perdió el derecho de sucesión para sí y sus descendientes. |  |  |                                                                                        |                                                                                        |                                                                                        |                                                                                        |                                                                                        |                                                                                        |                                                                      |                                                                      |  |  |  |  |  |  |  |  |  |  |  |  |  |  |  |  |  |  |  |  |  |  |  |  |  |  |  |  |
| María de los Desamparados de Peñalver y Cárdenas v marquesa de Casa Peñalver (n.1864)                                                                           | María de los Desamparados de Peñalver y Cárdenas v marquesa de Casa Peñalver (n.1864)                                                                           | María de los Desamparados de Peñalver y Cárdenas v marquesa de Casa Peñalver (n.1864)                                                                           | María de los Desamparados de Peñalver y Cárdenas v marquesa de Casa Peñalver (n.1864)                                                                           | María de los Desamparados de Peñalver y Cárdenas v marquesa de Casa Peñalver (n.1864)                                                                           | María de los Desamparados de Peñalver y Cárdenas v marquesa de Casa Peñalver (n.1864)                                                                           |  |  | | | | | | |  |  | | | Gabriel de Cárdenas y Achondo (n.1873) Combatió contra España por la independencia de Cuba. Perdió el derecho de sucesión para sí y sus descendientes. | Gabriel de Cárdenas y Achondo (n.1873) Combatió contra España por la independencia de Cuba. Perdió el derecho de sucesión para sí y sus descendientes. | Gabriel de Cárdenas y Achondo (n.1873) Combatió contra España por la independencia de Cuba. Perdió el derecho de sucesión para sí y sus descendientes. | Gabriel de Cárdenas y Achondo (n.1873) Combatió contra España por la independencia de Cuba. Perdió el derecho de sucesión para sí y sus descendientes. | Gabriel de Cárdenas y Achondo (n.1873) Combatió contra España por la independencia de Cuba. Perdió el derecho de sucesión para sí y sus descendientes. | Gabriel de Cárdenas y Achondo (n.1873) Combatió contra España por la independencia de Cuba. Perdió el derecho de sucesión para sí y sus descendientes. |  |  |                                                                                        |                                                                                        |                                                                                        |                                                                                        |                                                                                        |                                                                                        |                                                                      |                                                                      |  |  |  |  |  |  |  |  |  |  |  |  |  |  |  |  |  |  |  |  |  |  |  |  |  |  |  |  |
| María Josefa Armenteros de Peñalver vi marquesa de Cárdenas de Montehermoso, vi marquesa de Casa Peñalver (1884-1970)                                           | María Josefa Armenteros de Peñalver vi marquesa de Cárdenas de Montehermoso, vi marquesa de Casa Peñalver (1884-1970)                                           | María Josefa Armenteros de Peñalver vi marquesa de Cárdenas de Montehermoso, vi marquesa de Casa Peñalver (1884-1970)                                           | María Josefa Armenteros de Peñalver vi marquesa de Cárdenas de Montehermoso, vi marquesa de Casa Peñalver (1884-1970)                                           | María Josefa Armenteros de Peñalver vi marquesa de Cárdenas de Montehermoso, vi marquesa de Casa Peñalver (1884-1970)                                           | María Josefa Armenteros de Peñalver vi marquesa de Cárdenas de Montehermoso, vi marquesa de Casa Peñalver (1884-1970)                                           |  |  | | | | | | |  |  | | | Nestor de Cárdenas y Herrera La audiencia nacional denegó su solicitud en 1925, por haber hecho su padre armas contra España.                          | Nestor de Cárdenas y Herrera La audiencia nacional denegó su solicitud en 1925, por haber hecho su padre armas contra España.                          | Nestor de Cárdenas y Herrera La audiencia nacional denegó su solicitud en 1925, por haber hecho su padre armas contra España.                          | Nestor de Cárdenas y Herrera La audiencia nacional denegó su solicitud en 1925, por haber hecho su padre armas contra España.                          | Nestor de Cárdenas y Herrera La audiencia nacional denegó su solicitud en 1925, por haber hecho su padre armas contra España.                          | Nestor de Cárdenas y Herrera La audiencia nacional denegó su solicitud en 1925, por haber hecho su padre armas contra España.                          |  |  |                                                                                        |                                                                                        |                                                                                        |                                                                                        |                                                                                        |                                                                                        |                                                                      |                                                                      |  |  |  |  |  |  |  |  |  |  |  |  |  |  |  |  |  |  |  |  |  |  |  |  |  |  |  |  |
| María Josefa Armenteros de Peñalver vi marquesa de Cárdenas de Montehermoso, vi marquesa de Casa Peñalver (1884-1970)                                           | María Josefa Armenteros de Peñalver vi marquesa de Cárdenas de Montehermoso, vi marquesa de Casa Peñalver (1884-1970)                                           | María Josefa Armenteros de Peñalver vi marquesa de Cárdenas de Montehermoso, vi marquesa de Casa Peñalver (1884-1970)                                           | María Josefa Armenteros de Peñalver vi marquesa de Cárdenas de Montehermoso, vi marquesa de Casa Peñalver (1884-1970)                                           | María Josefa Armenteros de Peñalver vi marquesa de Cárdenas de Montehermoso, vi marquesa de Casa Peñalver (1884-1970)                                           | María Josefa Armenteros de Peñalver vi marquesa de Cárdenas de Montehermoso, vi marquesa de Casa Peñalver (1884-1970)                                           |  |  | | | | | | |  |  | | | Nestor de Cárdenas y Herrera La audiencia nacional denegó su solicitud en 1925, por haber hecho su padre armas contra España.                          | Nestor de Cárdenas y Herrera La audiencia nacional denegó su solicitud en 1925, por haber hecho su padre armas contra España.                          | Nestor de Cárdenas y Herrera La audiencia nacional denegó su solicitud en 1925, por haber hecho su padre armas contra España.                          | Nestor de Cárdenas y Herrera La audiencia nacional denegó su solicitud en 1925, por haber hecho su padre armas contra España.                          | Nestor de Cárdenas y Herrera La audiencia nacional denegó su solicitud en 1925, por haber hecho su padre armas contra España.                          | Nestor de Cárdenas y Herrera La audiencia nacional denegó su solicitud en 1925, por haber hecho su padre armas contra España.                          |  |  |                                                                                        |                                                                                        |                                                                                        |                                                                                        |                                                                                        |                                                                                        |                                                                      |                                                                      |  |  |  |  |  |  |  |  |  |  |  |  |  |  |  |  |  |  |  |  |  |  |  |  |  |  |  |  |
| | | | | | |  |  | | | | | | |  |  | | | | | | | | |  |  |                                                                                        |                                                                                        |                                                                                        |                                                                                        |                                                                                        |                                                                                        |                                                                      |                                                                      |  |  |  |  |  |  |  |  |  |  |  |  |  |  |  |  |  |  |  |  |  |  |  |  |  |  |  |  |
| José Arturo Romero de Juseu y Armenteros v marqués de Campo Florido, vii marqués de Cárdenas de Montehermoso, v marqués Bellavista (1912-1975) Sin descendencia | José Arturo Romero de Juseu y Armenteros v marqués de Campo Florido, vii marqués de Cárdenas de Montehermoso, v marqués Bellavista (1912-1975) Sin descendencia | José Arturo Romero de Juseu y Armenteros v marqués de Campo Florido, vii marqués de Cárdenas de Montehermoso, v marqués Bellavista (1912-1975) Sin descendencia | José Arturo Romero de Juseu y Armenteros v marqués de Campo Florido, vii marqués de Cárdenas de Montehermoso, v marqués Bellavista (1912-1975) Sin descendencia | José Arturo Romero de Juseu y Armenteros v marqués de Campo Florido, vii marqués de Cárdenas de Montehermoso, v marqués Bellavista (1912-1975) Sin descendencia | José Arturo Romero de Juseu y Armenteros v marqués de Campo Florido, vii marqués de Cárdenas de Montehermoso, v marqués Bellavista (1912-1975) Sin descendencia |  |  | Esther María Romero de Juseu y Armenteros vii marquesa de Casa Peñalver (1914-1968)                                                                                            | Esther María Romero de Juseu y Armenteros vii marquesa de Casa Peñalver (1914-1968)                    | Esther María Romero de Juseu y Armenteros vii marquesa de Casa Peñalver (1914-1968)                    | Esther María Romero de Juseu y Armenteros vii marquesa de Casa Peñalver (1914-1968)                    | Esther María Romero de Juseu y Armenteros vii marquesa de Casa Peñalver (1914-1968)                    | Esther María Romero de Juseu y Armenteros vii marquesa de Casa Peñalver (1914-1968)                    |  |  | Enrique Romero de Juseu y Armenteros vi marqués de Campo Florido, viii marqués de Cárdenas de Montehermoso, vi marqués de Bellavista (1917-2013) | Enrique Romero de Juseu y Armenteros vi marqués de Campo Florido, viii marqués de Cárdenas de Montehermoso, vi marqués de Bellavista (1917-2013) | Enrique Romero de Juseu y Armenteros vi marqués de Campo Florido, viii marqués de Cárdenas de Montehermoso, vi marqués de Bellavista (1917-2013)       | Enrique Romero de Juseu y Armenteros vi marqués de Campo Florido, viii marqués de Cárdenas de Montehermoso, vi marqués de Bellavista (1917-2013)       | Enrique Romero de Juseu y Armenteros vi marqués de Campo Florido, viii marqués de Cárdenas de Montehermoso, vi marqués de Bellavista (1917-2013)       | Enrique Romero de Juseu y Armenteros vi marqués de Campo Florido, viii marqués de Cárdenas de Montehermoso, vi marqués de Bellavista (1917-2013)       | | |  |  |                                                                                        |                                                                                        |                                                                                        |                                                                                        |                                                                                        |                                                                                        |                                                                      |                                                                      |  |  |  |  |  |  |  |  |  |  |  |  |  |  |  |  |  |  |  |  |  |  |  |  |  |  |  |  |
| José Arturo Romero de Juseu y Armenteros v marqués de Campo Florido, vii marqués de Cárdenas de Montehermoso, v marqués Bellavista (1912-1975) Sin descendencia | José Arturo Romero de Juseu y Armenteros v marqués de Campo Florido, vii marqués de Cárdenas de Montehermoso, v marqués Bellavista (1912-1975) Sin descendencia | José Arturo Romero de Juseu y Armenteros v marqués de Campo Florido, vii marqués de Cárdenas de Montehermoso, v marqués Bellavista (1912-1975) Sin descendencia | José Arturo Romero de Juseu y Armenteros v marqués de Campo Florido, vii marqués de Cárdenas de Montehermoso, v marqués Bellavista (1912-1975) Sin descendencia | José Arturo Romero de Juseu y Armenteros v marqués de Campo Florido, vii marqués de Cárdenas de Montehermoso, v marqués Bellavista (1912-1975) Sin descendencia | José Arturo Romero de Juseu y Armenteros v marqués de Campo Florido, vii marqués de Cárdenas de Montehermoso, v marqués Bellavista (1912-1975) Sin descendencia |  |  | Esther María Romero de Juseu y Armenteros vii marquesa de Casa Peñalver (1914-1968)                                                                                            | Esther María Romero de Juseu y Armenteros vii marquesa de Casa Peñalver (1914-1968)                    | Esther María Romero de Juseu y Armenteros vii marquesa de Casa Peñalver (1914-1968)                    | Esther María Romero de Juseu y Armenteros vii marquesa de Casa Peñalver (1914-1968)                    | Esther María Romero de Juseu y Armenteros vii marquesa de Casa Peñalver (1914-1968)                    | Esther María Romero de Juseu y Armenteros vii marquesa de Casa Peñalver (1914-1968)                    |  |  | Enrique Romero de Juseu y Armenteros vi marqués de Campo Florido, viii marqués de Cárdenas de Montehermoso, vi marqués de Bellavista (1917-2013) | Enrique Romero de Juseu y Armenteros vi marqués de Campo Florido, viii marqués de Cárdenas de Montehermoso, vi marqués de Bellavista (1917-2013) | Enrique Romero de Juseu y Armenteros vi marqués de Campo Florido, viii marqués de Cárdenas de Montehermoso, vi marqués de Bellavista (1917-2013)       | Enrique Romero de Juseu y Armenteros vi marqués de Campo Florido, viii marqués de Cárdenas de Montehermoso, vi marqués de Bellavista (1917-2013)       | Enrique Romero de Juseu y Armenteros vi marqués de Campo Florido, viii marqués de Cárdenas de Montehermoso, vi marqués de Bellavista (1917-2013)       | Enrique Romero de Juseu y Armenteros vi marqués de Campo Florido, viii marqués de Cárdenas de Montehermoso, vi marqués de Bellavista (1917-2013)       | | |  |  |                                                                                        |                                                                                        |                                                                                        |                                                                                        |                                                                                        |                                                                                        |                                                                      |                                                                      |  |  |  |  |  |  |  |  |  |  |  |  |  |  |  |  |  |  |  |  |  |  |  |  |  |  |  |  |
| | | | | | |  |  | Esther María Koplowitz y Romero de Juseu vii marquesa de Campo Florido, x marquesa de Cárdenas de Montehermoso, viii marquesa de Casa Peñalver, vii condesa de Peñalver (1950) | | | | | |  |  | | | | | | | | |  |  |                                                                                        |                                                                                        |                                                                                        |                                                                                        |                                                                                        |                                                                                        |                                                                      |                                                                      |  |  |  |  |  |  |  |  |  |  |  |  |  |  |  |  |  |  |  |  |  |  |  |  |  |  |  |  |
| | | | | | |  |  | | | | | | |  |  | | | | | | | | |  |  |                                                                                        |                                                                                        |                                                                                        |                                                                                        |                                                                                        |                                                                                        |                                                                      |                                                                      |  |  |  |  |  |  |  |  |  |  |  |  |  |  |  |  |  |  |  |  |  |  |  |  |  |  |  |  |
| | | | | | |  |  | | | | | | |  |  | | | | | | | | |  |  |                                                                                        |                                                                                        |                                                                                        |                                                                                        |                                                                                        |                                                                                        |                                                                      |                                                                      |  |  |  |  |  |  |  |  |  |  |  |  |  |  |  |  |  |  |  |  |  |  |  |  |  |  |  |  |
| Esther Alcocer Koplowitz ix marquesa de Casa Peñalver (1970) | Esther Alcocer Koplowitz ix marquesa de Casa Peñalver (1970) | Esther Alcocer Koplowitz ix marquesa de Casa Peñalver (1970) | Esther Alcocer Koplowitz ix marquesa de Casa Peñalver (1970) | Esther Alcocer Koplowitz ix marquesa de Casa Peñalver (1970) | Esther Alcocer Koplowitz ix marquesa de Casa Peñalver (1970) |  |  | Alicia Alcocer Koplowitz viii marquesa de Campo Florido (1971) | Alicia Alcocer Koplowitz viii marquesa de Campo Florido (1971)                                         | Alicia Alcocer Koplowitz viii marquesa de Campo Florido (1971)                                         | Alicia Alcocer Koplowitz viii marquesa de Campo Florido (1971)                                         | Alicia Alcocer Koplowitz viii marquesa de Campo Florido (1971)                                         | Alicia Alcocer Koplowitz viii marquesa de Campo Florido (1971)                                         |  |  | Carmen Alcocer Koplowitz viii condesa de Peñalver (1974)                                                                                         | Carmen Alcocer Koplowitz viii condesa de Peñalver (1974)                                                                                         | Carmen Alcocer Koplowitz viii condesa de Peñalver (1974)                                                                                               | Carmen Alcocer Koplowitz viii condesa de Peñalver (1974)                                                                                               | Carmen Alcocer Koplowitz viii condesa de Peñalver (1974)                                                                                               | Carmen Alcocer Koplowitz viii condesa de Peñalver (1974)                                                                                               | | |  |  |                                                                                        |                                                                                        |                                                                                        |                                                                                        |                                                                                        |                                                                                        |                                                                      |                                                                      |  |  |  |  |  |  |  |  |  |  |  |  |  |  |  |  |  |  |  |  |  |  |  |  |  |  |  |  |